# Typhoptera
Typhoptera is een geslacht van rechtvleugeligen uit de familie sabelsprinkhanen (Tettigoniidae). De wetenschappelijke naam van dit geslacht is voor het eerst geldig gepubliceerd in 1906 door Kirby.

## Soorten
Het geslacht Typhoptera omvat de volgende soorten:
- Typhoptera obliquevenosa Beier, 1954
- Typhoptera pallidemaculata Brunner von Wattenwyl, 1895
- Typhoptera pfeifferae Brunner von Wattenwyl, 1895
- Typhoptera quadrituberculata Westwood, 1848
- Typhoptera siamensis Karny, 1926
- Typhoptera staudingeri Brunner von Wattenwyl, 1895
- Typhoptera unicolor Brunner von Wattenwyl, 1895